# Dogmat

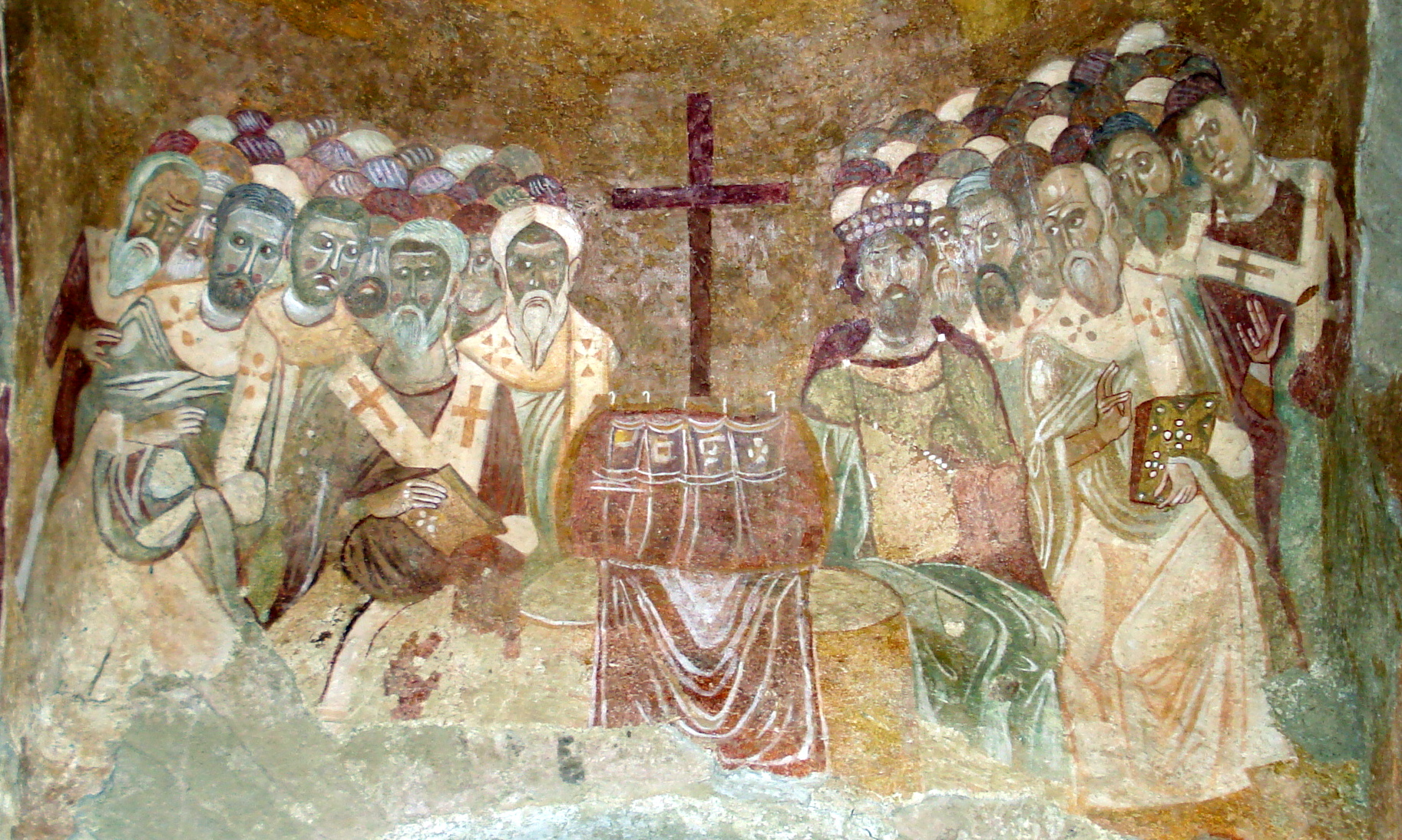
Sobór nicejski I (325 r.) – pierwsze po Soborze jerozolimskim (ok. 49 r.) w historii chrześcijaństwa zgromadzenie, które sformułowało dogmaty wiary wiążące dla wszystkich chrześcijan. Bizantyjski fresk w cerkwi św. Mikołaja w Mirze, obecnie Demre w Turcji

Dogmat (gr. δόγμα dógma) – termin pochodzący z języka greckiego, posiadający kilka różnych znaczeń, występujących w sferze religijnej, historycznej, politycznej czy filozoficznej,

## Wielorakość znaczeń słowa dogmat
1. W sferze sacrum oznacza wersję doktryny religijnej, uznaną za obowiązującą przez daną religię i jej hierarchię. Pojawianie się dogmatów jest przejawem dążeń unifikacyjnych w ramach danej religii i wiąże się z procesem przechodzenia od tradycji ustnej do pisemnej, wyłonieniem się teologii oraz normalizujących autorytetów religijnych[1].
2. W religioznawstwie słowa tego używa się do określenia wersji mitu, uznanej przez hierarchię danej religii za obowiązującą[2]. Same religie jednak, poza chrześcijaństwem, nie używają tego terminu[3].
3. W starożytnej Grecji słowa dogmat używano na określenie postanowienia władz miast-państw (gr. πόλις pólis).
4. W wyniku popularności określenia postanowienia władz polis, słowo weszło także do filozofii greckiej, oznaczając tezę przyjętą w danej szkole filozoficznej, obowiązującej jej adeptów[2].
5. Poza kontekstem fachowym pod pojęciem dogmatu rozumie się pewnik przyjęty tylko na zasadzie autorytetu, bez poddania go badaniu krytycznemu co do prawdziwości i zgodności z doświadczeniem[2].

### Nauki społeczne
W ujęciu socjologicznym za dogmaty można uznać normy społeczne, a z perspektywy etyki – normy moralne, które w ujęciu zbiorowym oraz niekiedy indywidualnym mogą być rozpatrywane jako dogmaty społeczne, niezwiązane z religią. Psychologia społeczna postrzega dogmatyzację jako skutek internalizacji norm społecznych. Wówczas dorastająca jednostka zaczyna rozumieć normy społeczne, które zasadzają się w jej świadomości dogmatycznie.

## W religii

### Chrześcijaństwo
W rozumieniu teologii chrześcijańskiej dogmat to nauka wiary zawarta w Objawieniu, której pewna interpretacja jest ściśle określona przez Kościół. Dogmaty są przedmiotem refleksji teologii dogmatycznej. Poszczególne odłamy i Kościoły różnią się w ustalonych dogmatach, jak również w rozumieniu funkcji dogmatu w nauce wiary.
Rozumienie „dogmatu” jako wyrazu ortodoksji zaczęło funkcjonować dopiero od czasu sporów wywołanych przez Reformację (XVI w.). Wcześniej, w okresie patrystycznym, pod pojęciem dogmatu rozumiano po prostu określoną doktrynę. Podobnie w średniowieczu mianem dogmatów określano także poglądy uznane za herezję.

#### Katolicyzm
W katolicyzmie normatywność dogmatów bierze się z tego, że są wyrazem nauczycielskiej misji Kościoła (tzw. Magisterium), nadanej mu przez samego Chrystusa (por. Mt 28,19). Treścią dogmatów, z definicji, są twierdzenia Objawienia Bożego, które zostały ściśle zawarte w Piśmie Świętym i w Tradycji apostolskiej.
Według Katechizmu Kościoła Katolickiego dogmat to prawda-twierdzenie zawarte w Objawieniu Bożym, przedstawione członkom Kościoła przez Magisterium Kościoła w formie zobowiązującej do nieodwołalnego przylgnięcia przez wiarę. W pojęcie dogmatu wchodzą też inne zdefiniowane przez Nauczanie Kościoła twierdzenia, które mają konieczny związek ze stwierdzeniami zawartymi w Objawieniu (KKK 88). O jakie twierdzenia chodzi, wyjaśnił Jan Paweł II w nocie uzupełniającej do Kodeksu Prawa Kanonicznego, gdy mówił o składaniu wyznania wiary przez osoby obejmujące urzędy kościelne:

Ten akapit «Wyznania wiary» jest niezwykle ważny, dotyczy bowiem prawd nierozerwalnie związanych z Bożym objawieniem. Prawdy te, które w dziejach rozwoju doktryny katolickiej są przejawem szczególnej inspiracji, jakiej Duch Boży udziela Kościołowi, aby dopomóc mu w głębszym zrozumieniu jakiejś prawdy w dziedzinie wiary lub obyczajów, są ze sobą powiązane z przyczyn historycznych lub też na mocy logicznego wynikania (Ad tuendam fidem, 3).

Dogmaty wiary ogłaszane są przez sobory wraz z papieżem lub przez samego papieża. Pierwszym po-apostolskim Soborem, który sformułował dogmaty wiary był Sobór nicejski I (325 r.), swój tekst wyznania wiary ojcowie soboru opatrzyli następującą klauzulą:

Tych, którzy mówią: «był kiedyś czas kiedy go /Syna Bożego/ nie było» lub «zanim się narodził nie był» lub «stał się z niczego» lub pochodzi z innej hipostazy, lub z innej substancji /niż Ojciec/, lub, że Syn Boży jest zmienny i przeobrażalny, tych wszystkich powszechny i apostolski Kościół wyłącza (Nicejskie Credo).

Ogłaszana przez papieża rozstrzygająca decyzja w sprawach wiary nazywa się nauczaniem ex cathedra, tzn. ogłoszone twierdzenie wiary nie podlega dyskusji. Dlatego, że stoi za nim autorytet samego Chrystusa, który przekazał Kościołowi władzę nauczania wiary i moralności (KKK 88). Autorytet następcy św. Piotra został sprecyzowany na Soborze watykańskim I w dogmacie o nieomylności papieża. 
W średniowieczu ludzie nastawieni krytycznie bądź sceptycznie do dogmatów byli surowo karani. W cesarstwie rządzonym przez Fryderyka II po ogłoszeniu w 1220 r. dekretów przeciw heretykom, osoby nastawione krytycznie wobec dogmatów zgodnie z wprowadzonym prawem od 1224 r. mogły być karane nawet karą śmierci wykonywaną przez spalenie na stosie.

##### Daty ogłoszenia wybranych dogmatów Kościoła katolickiego
- 431 rok – Sobór w Efezie ogłasza dogmat o Bogurodzicy.
- 649 rok – Papież Marcin I na Synodzie Laterańskim w Rzymie ogłasza dogmat „O Maryi zawsze Dziewicy”.
- 787 rok – II Sobór Nicejski ogłasza dogmat o Bożym wcieleniu Jezusa Chrystusa.
- 1215 rok – IV Sobór Laterański ogłasza dogmat o przeistoczeniu.
- 1439 rok – Sobór we Florencji ogłasza dogmaty o czyśćcu i piekle.
- 1546 rok – Sobór Trydencki ogłasza dogmat o grzechu pierworodnym.
- 1854 rok – Pius IX ogłasza dogmat o Niepokalanym Poczęciu Najświętszej Maryi Panny.
- 1870 rok – Pius IX ogłosił dogmat o nieomylności papieża.
- 1950 rok – Pius XII ogłasza dogmat o Wniebowzięciu Najświętszej Maryi Panny.

##### Współczesne tendencje
Obecnie bardziej akcentuje się posłannictwo głoszenia Ewangelii niż kwestie prawno-kanoniczne. Sobór watykański II świadomie odszedł od umieszczania anatematyzmów w swoim nauczaniu dogmatycznym, aby w sposób pozytywny zachęcić do refleksji i coraz pełniejszego odkrywania tajemnicy Boga w jej różnych aspektach i przejawach. Podkreślano w dogmatach mniej normę zbawczą, a bardziej wyraz wiary Kościoła i przepowiadanie jej istotnej zawartości.

#### Protestantyzm
Protestantyzm nie posiada dogmatów, ale posiada biblijne zasady wiary, będące zapisem samoświadomości wiary wspólnot kościelnych. Mogą dotyczyć tylko tych prawd, które można odnaleźć w tekstach biblijnych. Stąd krytyka ostatnich katolickich dogmatów maryjnych, np. o niepokalanym poczęciu Maryi Panny, czy dogmatu o nieomylności papieża. Poszczególne odłamy wspólnot powstałych w wyniku reformacji w różny sposób odnoszą się do roli dogmatów w życiu wspólnoty chrześcijańskiej. Poza heterodoksyjnym nurtem zw. ariańskim, przyjęto bez poprawek zasady trynitarne i chrystologiczne Soborów powszechnych. Wspólnoty ewangelickie, np. Konfesja augsburska czy sandomierska nie przywiązują do nich wagi zbawczej. Wspólnoty protestanckie posiadają biblijne zasady wiary, których nigdy nie należy utożsamiać z dogmatami w rozumieniu Kościoła rzymskokatolickiego.